# Ljustjärnarna (Svärdsjö socken, Dalarna)
Ljustjärnarna är en sjö i Falu kommun i Dalarna och ingår i Gavleåns huvudavrinningsområde.